# SV40
SV40 که مخفف‌شدهٔ «ویروس میمونی ۴۰ ایجادکنندهٔ واکوئل» (انگلیسی: Simian vacuolating virus 40) نام یک پولیوماویروس است که در میمون‌ها و انسان یافت می‌شود.
این ویروس نام خود را از واکوئل‌های متعددی می‌گیرد که نخستین بار در سلول‌های میمون سبز دیده شد.
همچون سایر پولیوماویروس‌ها، SV40 نیز یک دی‌ان‌ای ویروس است که به‌طور بالقوه توانایی ایجاد تومورهای سرطانی را در حیوانات دارد؛ اما بیشتر به صورت یک عفونت نهان در بدن باقی می‌ماند.
بعد از کشف این ویروس مشخص شد که مابین سال‌های ۱۹۵۵ تا ۱۹۶۳ میلادی، حدود ۹۰٪ کودکان و ۶۰٪ بالغان در ایالات متحده آمریکا با واکسن‌های فلج اطفال آلوده به این ویروس، واکسینه شده بودند.
در سال ۱۹۶۲ میلادی، برنیس ادی کشف کرد که SV40 یک ویروس سرطانزا است و همسترهایی که با یاخته‌های میمون آلوده به این ویروس تلقیح شده‌اند، به سارکوم و اپاندیموما مبتلا خواهند شد.